# Terny (oblast de Soumy)
Terny (ukrainien : Терни, russe : Терны) est une commune urbaine de l'oblast de Soumy, en Ukraine. Elle compte 2 848 habitants en 2021.